# Tiirimetsa
Koordinaten: 58° 10′ N, 22° 10′ O

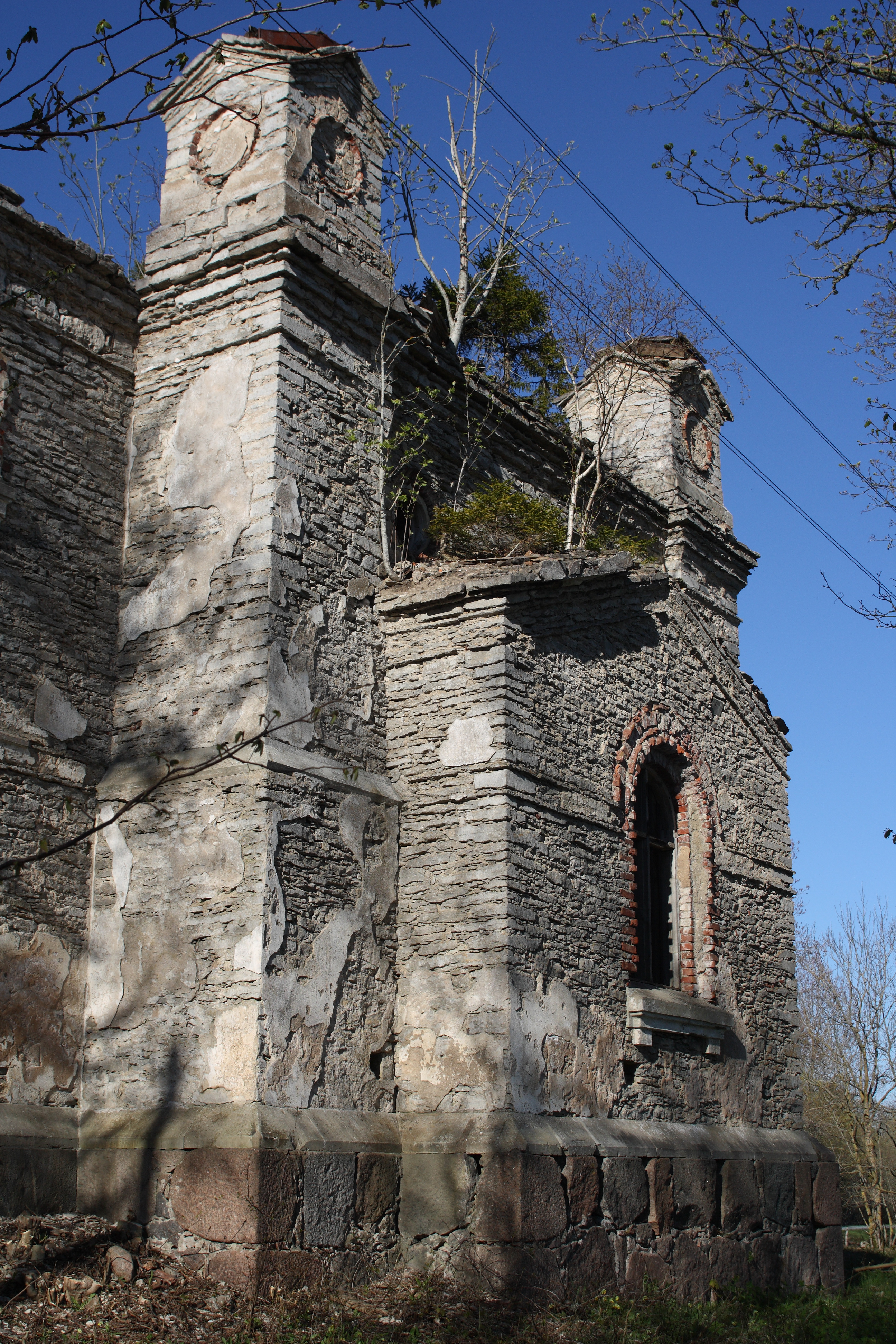
Ruinen der orthodoxen Kirche

Tiirimetsa (deutsch Tirimetz) ist ein Dorf (estnisch küla) auf der größten estnischen Insel Saaremaa. Es gehört zur Landgemeinde Saaremaa (bis 2017: Landgemeinde Salme) im Kreis Saare.

## Einwohnerschaft und Lage
Das Dorf hat 50 Einwohner (Stand 31. Dezember 2011). Es liegt 21 Kilometer südwestlich der Inselhauptstadt Kuressaare.

## Orthodoxe Kirche
Die orthodoxe Christi-Geburts-Kirche wurde 1873 als Typenmodell errichtet. Die größte Zwiebelkoppel und vier kleinere Kuppeln ruhten auf einem fast quadratischen Grundriss.
Das Gotteshaus wurde 1944 während der erbitterten Kämpfe im Zweiten Weltkrieg stark zerstört. Seitdem steht es nur noch als Ruine.

## Evangelisch-Lutherisches Bethaus
Das evangelisch-lutherische Bethaus des Ortes wurde 1935 aus Holz errichtet. Der Architekt des funktionalistischen Gebäudes mit seinem hohen Dach ist nicht bekannt.
Als Altargemälde von 1934 zeigt Christus mit den Jüngern. Es stammt von 1934. Eine Gedenktafel aus Dolomit wurde aus der während des Zweiten Weltkriegs zerstörten Kirche von Anseküla hierhergebracht. Es listet die Namen der örtlichen Pastoren auf.